# 福建省民政厅
福建省民政厅是中华人民共和国福建省人民政府负责民政工作的组成部门，加挂“福建省革命老根据地建设办公室”牌子。

## 主要职责
1. 贯彻执行国家有关民政工作的法律法规和政策，起草并组织实施我省民政工作的地方性法规、规章和政策，拟订并组织实施民政事业发展规划。
2. 拟订社会团体、基金会、社会服务机构等社会组织登记管理和监督管理办法并组织实施。依法对社会团体、基金会、社会服务机构等社会组织进行登记管理和执法监督。指导各地社会组织登记管理工作。
3. 拟订社会救助政策、标准，统筹社会救助体系建设，负责城乡居民最低生活保障、特困人员救助供养、临时救助和生活无着流浪乞讨人员救助管理工作。
4. 拟订行政区划管理相关政策和行政区域界线、地名管理办法。指导和审核省内各级行政区域需报国务院和省政府审批的行政区划设立、命名、变更和政府驻地迁移等事项。组织指导全省各级行政区域界线的勘定和管理，负责地名管理相关工作。
5. 指导全省婚姻登记管理工作，指导涉外和涉台、港、澳、的婚姻登记工作，推进婚俗改革。
6. 负责全省殡葬管理工作，推进殡葬改革，指导殡葬服务机构管理工作。
7. 拟订残疾人权益保护政策并组织实施。负责民政领域残疾人服务机构的监督管理。指导残疾人等特殊群体的权益保障工作。拟订促进慈善事业发展政策和慈善信托、慈善组织及其活动管理办法并组织实施。指导慈善行业组织，弘扬慈善文化，开展慈善宣传，指导社会捐助工作。拟订福利彩票管理制度，负责福利彩票代销者监督和管理工作。
8. 贯彻落实国家应对人口老龄化政策，组织拟订并协调落实相关政策措施以及承担省老龄工作委员会日常工作等职责。
9. 负责督促指导、监督管理养老服务工作。拟订全省养老服务体系建设规划及相关标准并组织实施，承担老年人福利和特殊困难老年人救助工作。
10. 拟订儿童福利、孤弃儿童保障、儿童收养、儿童救助保护政策并组织实施。健全农村留守儿童关爱服务体系和困境儿童保障制度。
11. 指导全省革命老区建设工作，协调扶持革命老区经济社会发展，协调办理涉及老区的事务，负责革命“五老”人员及遗偶优待管理工作，联系和指导省老区建设促进会工作。
12. 按规定承担安全生产方面相关职责。
13. 完成省委、省政府交办的其他任务。
14. 职能转变。省民政厅应当牢固树立民政爱民、民政为民理念，创新工作方式，强化基本民生保障职能，努力为困难群众、孤3老孤残孤儿、困境儿童和农村留守儿童等特殊群体提供基本社会服务。强化综合协调、督促指导，组织推动老龄事业和养老服务高质量发展。积极培育社会组织。加强慈善组织监管，促进慈善事业发展。

## 组织机构

### 内设机构
1. 办公室。综合协调厅机关和直属事业单位工作，督促重大事项落实。承担厅机关文电、会务、机要、档案、保密、信息、信息化、政务公开、新闻宣传安全保卫和来信来访等工作。承担行政后勤工作。
2. 政策法规和行政审批处。组织起草民政工作地方性法规、政府规章。承担有关规范性文件的合法性审核工作。组织开展民政系统法制宣传教育工作。指导、监督民政行政执法工作。承办有关行政复议、行政应诉工作。承担民政行业标准化工作。承担部门行政审批和公共服务事项的受理、审核、审批等工作。
3. 规划财务处。拟订并组织实施民政事业发展规划。负责编制本部门资金预决算工作。指导、监督中央和省级财政拨付的民政事业资金管理工作。负责管理省级福利彩票公益金工作。负责机关财务和政府采购管理工作。负责机关和直属单位的内部审计和国有资产管理工作。负责民政统计。规划、推动民政重点项目建设工作。
4. 福建省社会组织管理局（社会组织执法监察局）。拟订社会团体、基金会、社会服务机构等社会组织登记和监督管理办法，按照登记管理权限对社会组织进行登记管理和执法监督。指导各地社会组织登记管理和执法监督工作。指导并监督管理所属社会组织党建工作。
5. 社会救助处。拟订并组织实施最低生活保障、特困人员救助供养、临时救助政策和标准。承办相关救助资金分配和监管工作。牵头协调社会救助体系建设。参与拟订医疗、住房、教育、司法等专项救助政策措施。
6. 区划地名处。拟订行政区划管理相关政策和行政区域界线、地名管理办法。指导和审核省内各级行政区域需报国务院和省政府审批的行政区划设立、命名、变更和政府驻地迁移等事项。组织指导全省各级行政区域界线的勘定和管理。负责地名管理相关工作。
7. 社会事务处。指导婚姻登记管理工作。拟订殡葬管理政策，推进殡葬改革。负责殡葬执法监督。指导殡葬服务机构管理。拟订残疾人权益保护政策，负责民政领域残疾人服务机构的监督管理。协调落实残疾人等特殊群体的基本生活权益保障工作。指导协调生活无着的流浪乞讨人员救助管理及全省救助服务机构管理工作。
8. 老龄工作处。承担省老龄工作委员会办公室的具体工作；承担贯彻落实国家有关应对人口老龄化政策以及老年人社会参与政策；组织拟订并协调落实相关政策措施；指导协调老年人权益保障工作；组织开展人口老龄化国情宣传教育；承担老年人口状况、老龄事业发展的统计调查等工作。
9. 养老服务处。负责督促指导、监督管理养老服务工作。拟订全省养老服务体系建设规划、政策、标准并组织实施。承担全省老年人福利和特殊困难老年人救助工作。
10. 儿童福利处。指导全省儿童福利、孤弃儿童保障、儿童救助保护、儿童收养登记工作，拟订相关政策并组织实施。健全农村留守儿童关爱保护服务体系和困境儿童保障制度。指导协调儿童福利机构和未成年人救助保护机构管理工作。
11. 慈善事业促进处。拟订促进慈善事业发展政策和慈善信托、慈善组织及其活动管理办法并组织实施。指导慈善行业组织，弘扬慈善文化，开展慈善宣传，组织指导社会捐助工作。拟订福利彩票管理制度，负责福利彩票代销者监督和管理。
12. 老区工作办公室。贯彻执行国家和省有关老区工作的政策法规，拟订促进老区加快发展的政策措施和专项规划。组织协调老区扶建工作。按规定承担老区扶建专项资金的监管，承担革命“五老”人员及遗偶的优待管理工作。协调革命遗址维护工作。负责老区发展情况的数据统计。承担省老区扶建领导小组办公室日常工作。联系省老区建设促进会。
13. 人事处。承担机关和直属单位的干部人事、机构编制管理等工作。
14. 机关党委。负责厅机关及在榕直属单位的党群工作。
15. 离退休干部工作处。负责机关离退休干部工作，指导直属单位的离退休干部工作。
16. 福建省纪委监委驻省民政厅纪检监察组。负责纪检监察工作。

### 直属单位
- 福建省救助总站（福建省勘界和地名档案中心）
- 福建省救助申请家庭服务中心
- 福建省安溪安置管理站
- 福建省建阳安置管理站
- 福建省南靖安置管理站
- 福建省建宁安置管理站（福建省儿童救助保护中心）
- 福建省民政学校
- 福建省康复辅具技术服务中心
- 福建省老区促进会
- 福建省海峡两岸婚姻家庭服务中心
- 福建省社会组织登记中心
- 福建省老年人活动服务中心
- 福建省福利彩票发行中心
- 福建省老龄事业服务中心
- 《福建老年》杂志社

## 历任厅长
1. 黄序和（2011年9月－2015年3月）
2. 赖军（2015年3月－2016年9月）
3. 池秋娜（2016年9月－2021年10月）
4. 程强（2021年10月－2024年4月）
5. 郭学军（2024年12月－）回族，1970年9月生，中央党校研究生，中國民主建國會会员